# Nationaal park Langsua
Nationaal park Langsua (Noors: Langsua nasjonalpark) is een nationaal park in Innlandet in Noorwegen. Het park werd opgericht in 2011 en is 537,1 vierkante kilometer groot. Het omvat het vroegere, kleinere Nationaal park Ormtjernkampen, dat was opgericht in 1968 en in 2011 dus ophield te bestaan. Het landschap van het park bestaat uit bos en lage fjell. In het park groeit onder andere Campanula barbata. Er leeft breedbekstrandloper, poelsnip en roofdieren zoals lynx.